# Teutoperla auberti
Teutoperla auberti is een steenvlieg uit de familie Gripopterygidae. De wetenschappelijke naam van de soort is voor het eerst geldig gepubliceerd in 1965 door Illies.